# La Mancelière
La Mancelière is een gemeente in het Franse departement Eure-et-Loir (regio Centre-Val de Loire) en telt 142 inwoners (1999). De plaats maakt deel uit van het arrondissement Dreux.

## Geografie
De oppervlakte van La Mancelière bedraagt 5,8 km², de bevolkingsdichtheid is 24,5 inwoners per km².
De onderstaande kaart toont de ligging van La Mancelière met de belangrijkste infrastructuur en aangrenzende gemeenten.

## Demografie
Onderstaande figuur toont het verloop van het inwonertal (bron: INSEE-tellingen).